# Estudiantina (Waldteufel)
El vals de la Estudiantina es un arreglo musical, realizado en 1883, por Emile Waldteufel, la que sería su Opus 191, n.º 4. Su melodía fue compuesta antes, en 1881 por Paul Lacome, con letra de J. de Lau Lusignan.
Waldteufel realizó una versión para dos pianos, y más tarde a una versión para orquesta cuya música clásica es conocida en la actualidad. 
Introducción
El vals no cuenta con una introducción extendida tan frecuentemente encontradas en otras obras de Waldteufel y comienza con una breve fanfarria que anuncia el vals con un compás característico de 3/4. El estribillo está en re mayor, y se repite dos veces. La segunda sección está en sol mayor, con una tranquila melodía de notas repetidas, seguido por una sección media en re mayor. La tercera parte del arreglo está en re mayor, con una parte contrastante en si menor. La sección final regresa al sol mayor, esta vez una parte más tranquila que las secciones anteriores, rodeados por una exuberante frase acordal. La introducción principal se repite, como el estribillo. Después de una breve repetición de la melodía de la sección segunda en una tonalidad diferente, el estribillo se repite de nuevo y el vals termina con una nota aguda.